# Movimento Weiquan
Il Movimento Weiquan, noto anche come movimento degli avvocati a piedi nudi, è una rete informale di avvocati difensori che difendono le vittime di ingiustizie o di negazione dei diritti rifacendosi alle leggi in vigore nella Repubblica popolare cinese.
Il metodo del movimento «Weiquan Yundong» («difesa dei diritti») è stato stabilito durante lo scandalo nazionale relativo al decesso, nel marzo 2003, di Sun Zhigang, un giovane pestato in un centro di detenzione per migranti dalla polizia di Canton perché non aveva documenti di identità.
I militanti di questo movimento sono costantemente vessati dalla polizia segreta cinese che nei loro confronti adotta ogni forma di ritorsione a sua disposizione: arresti arbitrari, aggressioni fisiche, ecc. I due militanti più noti sono:
- Chen Guangcheng (nato da una povera famiglia di contadini, cieco dall'infanzia);
- Gao Zhisheng.

Questi uomini, insieme agli altri avvocati a piedi nudi sono per lo più sconosciuti al grande pubblico cinese: alla stampa non è consentito parlare di loro sebbene la loro reputazione, grazie ad Internet ed al passaparola, ha ormai superato il ristretto ambito dei militanti dei movimenti a difesa dei diritti dell'uomo. Nondimeno, nelle zone rurali la loro base è forte ed il loro aiuto giuridico molto apprezzato per l'assenza quasi totale di avvocati iscritti ai fori.

## Fonti
- (FR) Stéphanie Balme, Ces "avocats aux pieds nus" qui font avancer le droit en Chine, Le Monde, 20 ottobre 2005. URL consultato il 25 gennaio 2016.
- (FR) Brice Pedroletti, Pékin réprime un groupe d'"avocats aux pieds nus", Le Monde, 19 agosto 2006. URL consultato il 25 gennaio 2016.